# Racing Club de Strasbourg handball
Le Racing Club de Strasbourg handball est l'ancienne section handball du Racing Club de Strasbourg omnisports,  basé à Strasbourg. Il a évolué de nombreuses saisons en Championnat de France entre 1966 et 1995, étant Championn de France en 1977.

## Historique
La section de handball du Racing Club de Strasbourg est créée en 1947 par M. René Martz. Le club se distingue aussi bien en handball à sept qu'en handball à onze et à ce titre le club participe lors de la saison 1952-1953 à la Coupe de France masculine de à onze et au Championnat de France féminin à sept. Après un premier court passage en Championnat de France Excellence (D2) en 1959, il faudra attendre la saison 1963-1964 pour revoir le club dans l'antichambre de l'élite nationale. Le club se qualifie pour les demi-finales du Championnat de Nationale 2 puis remporte sa poule la saison suivante, synonyme d'accession dans l'élite. Mais en 1968, du fait du passage de 32 à 16 clubs, le club est relégué. 
Le club omnisports du RC Strasbourg fusionne en 1968 avec l'AS Meinau puis deux ans plus tard avec les Pierrots : ainsi est créé le Racing Pierrots Strasbourg-Meinau. Champion de France Excellence en 1970, le club enchaine sur une très bonne saison 70/71 : 3e de sa poule, il rate de peu la qualification en demi-finale. En 1972, le RP Strasbourg-Meinau termine premier de sa poule mais est ensuite éliminé en demi-finale par la Stella Saint-Maur. Entre 1973 et 1975, le club termine entre la 3e et la 4e place de sa poule et ne se qualifie pas pour la phase finale. La saison 75/76 est de meilleure facture puisque, après avoir terminé premier de sa poule, le RP Strasbourg-Meinau écarte de justesse l'ASPTT Metz en demi-finale (29-28) mais ne peut empêcher la Stella Saint-Maur de remporter son troisième titre de champion de France (défaite 14 à 18). 
En 1977, le club est dominé par l'ASPTT Metz en phase de poule mais se qualifie pour les demi-finales. Après avoir écarté le CSL Dijon (33-30), le RC Strasbourg retrouve l'ASPTT Metz en finale et remporte le titre de champion de France (victoire 21-15). Ainsi qualifié pour la Coupe des clubs champions européens, le club est éliminé dès le premier tour par les portugais d'Os Belenenses (2 défaites). Ce mauvais résultat se confirme en championnat puisque le club rentre dans le rang les saisons suivantes au point d'être relégué à l'issue de la saison 83/84.
Troisième de Nationale 1B en 1987, le RC Strasbourg retrouve l'élite mais est à nouveau relégué à l'issue de la saison 87/88. Vice-champion de Nationale 1B en 1989, le club remonte donc aussitôt et parvient à se maintenir cinq saisons, étant contraint de déposer le bilan et de dissoudre la section à l'issue de la saison 94/95.
Longtemps fer de lance du handball en Alsace en compagnie notamment de l'ASPTT Strasbourg, le rôle est depuis porté par le Sélestat Alsace Handball. En 2005, le club SP Neuhof reprend le nom de la section à la suite de sa montée en Nationale 3 mais après quelques saisons, la section a une nouvelle fois disparue. En 2011, l'ASL Robertsau forme une entente avec le club voisin de l'HBC Schiltigheim pour créer l'Eurométropole Strasbourg Schiltigheim Alsace Handball dans le but de rétablir un club professionnel de handball dans la région strasbourgeoise.

## Palmarès
- Championnat de France
  - Champion : 1977
- Championnat de France de D2
  - Champion : 1970
  - Deuxième : 1989

## Personnalités liées au club
Parmi les joueurs ayant évolué au club, on trouve :
- Ciprian Beșta : de 1994 à 1995
- Roland Indriliunas : de 1987 à ?
- Johann Lhou Moha : jusqu'en 1995
- Rudi Prisăcaru : de 1993 à 1995
- Philippe Schaaf : avant 1989
- Cheikh Seck : de 1991 à 1995
- Douta Seck : de 1991 à 1995
- Francis Varinot : de 1975 à 1990[3], capitaine de l'équipe de France
- Marc Wiltberger : de 1978 (formé au club) à 1990

Parmi les entraîneurs du club, on trouve :
- Maximilien Zorn de Bulach : dans les années 1970 et 1980
- Radu Voina : de 1991 à 1995